# Бернд Шустер
Бернд Шу́стер (нім. Bernd Schuster, нар. 22 грудня 1959, Аугсбург) — німецький футболіст, півзахисник. По завершенні ігрової кар'єри — тренер, очолював донецький  «Шахтар», іспанський «Реал Мадрид».

## Клубна кар'єра
Народився 22 грудня 1959 року в місті Аугсбург. Вихованець юнацьких команд футбольних клубів «Гаммершмід» та «Аугсбург».
У дорослому футболі дебютував 1978 року виступами за «Кельн», в якому провів два сезони, взявши участь у 61 матчі чемпіонату.
Своєю грою за цю команду привернув увагу представників тренерського штабу «Барселони», до складу якої приєднався 1980 року. Відіграв за каталонський клуб наступні вісім сезонів своєї ігрової кар'єри. Більшість часу, проведеного у складі «Барселони», був основним гравцем та одним з головних бомбардирів команди, маючи середню результативність на рівні 0,46 голу за гру першості. За цей час виборов титул чемпіона Іспанії, тричі вигравав кубок Іспанії та ставав володарем Кубка Кубків УЄФА.
Влітку 1988 року перейшов до складу головних ворогів «блаугранас» — клубу «Реал Мадрид». Виступаючи за вершкових Шустер додав до переліку своїх трофеїв ще два титули чемпіона Іспанії та дві перемоги у кубку країни.
Згодом з 1990 по 1996 рік грав у складі «Атлетіко» та «Баєр 04».
Завершив професійну ігрову кар'єру у мексиканському клубі «УНАМ Пумас», до якого прийшов до команди 1996 року і захищав кольори до припинення виступів на професійному рівні у 1997 році.

## Виступи за збірну

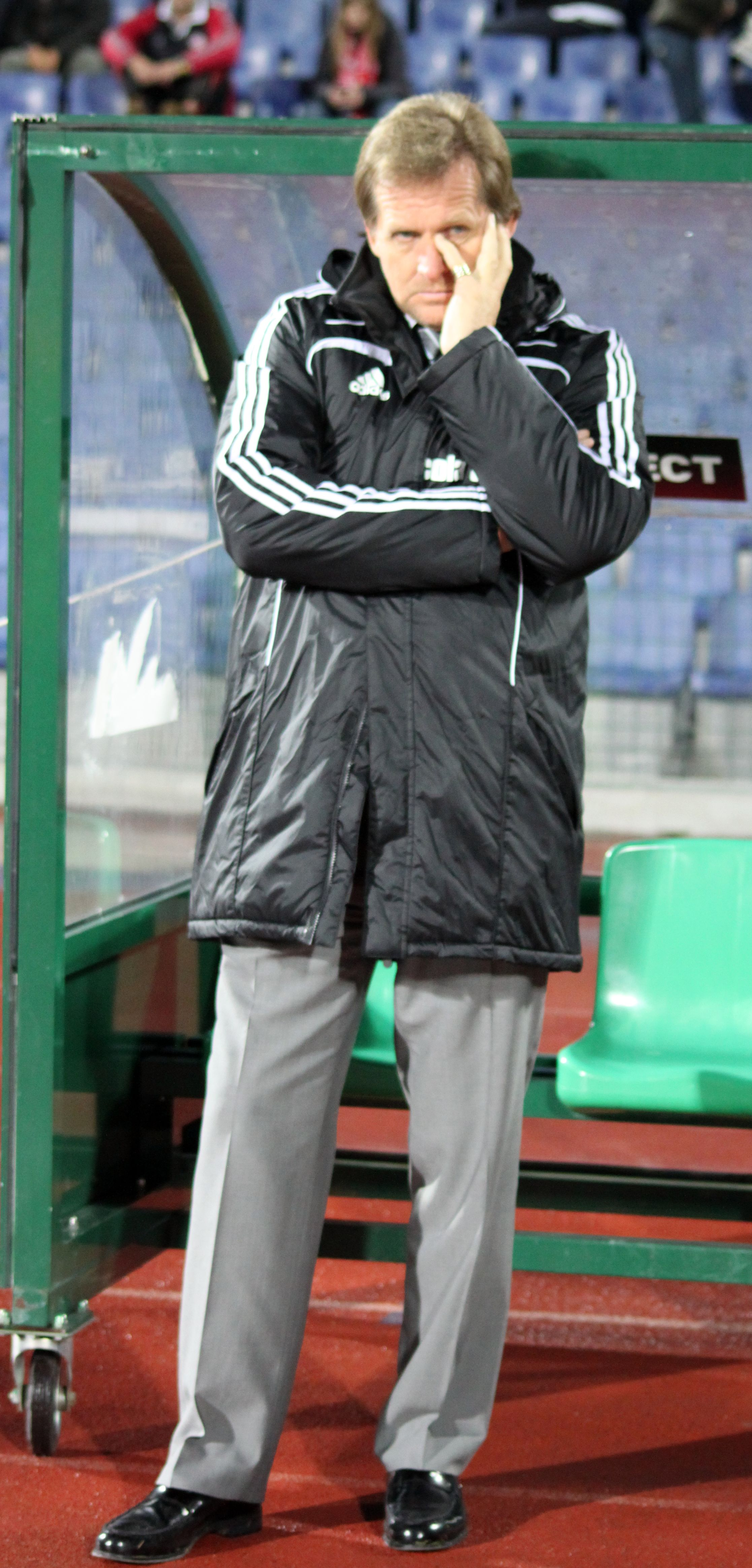
Бернд Шустер під час тренерства «Бешикташа». 2010 рік

1979 року дебютував в офіційних матчах у складі національної збірної ФРН.
У складі збірної був учасником чемпіонату Європи 1980 року в Італії, здобувши того року титул континентального чемпіона.
Всього протягом кар'єри у національній команді, яка тривала 6 років, провів у формі головної команди країни 21 матч, забивши 4 голи.

## Кар'єра тренера
Розпочав тренерську кар'єру відразу ж по завершенні кар'єри гравця, 1997 року, очоливши тренерський штаб клубу «Фортуна» (Кельн), після чого перейшов в іншу кельнську команду.
Після роботи в «Кельні» у 2001 році він отримав запрошення в скромний іспанський клуб «Херес» і успішно впорався з поставленим завданням — при Шустері «Херес» провів два найкращих сезони в своїй історії.
Так і не дочекавшись пропозицій від провідних іспанських клубів, Шустер вирушив в Україну і очолив донецький «Шахтар», встановивши клубний рекорд за кількістю перемог поспіль. Але завершення сезону виявилося змазаним — «срібло» замість обіцяного «золота» в першості України, а в Лізі Чемпіонів клуб поступився московському «Локомотиву». Чекати фінального кубкового матчу керівництво «Шахтаря» не стало, розірвавши контракт.
Влітку 2004 року Бернд повернувся до Іспанії — спочатку як головний тренер «Леванте», а потім — «Хетафе» з передмістя Мадрида. У перший же рік своєї роботи «Хетафе»: проводить найкращий сезон у своїй історії — вийшов у фінал Кубка Короля і вийшов в Кубок УЄФА.
Вже по ходу сезону 2006-07 в пресі почали з'являтися чутки щодо переходу Шустера в «Реал» на зміну Фабіо Капелло. Так і сталося: влітку 2007 року Бернд Шустер очолив «королівський» клуб, в якому він  грав в 1988-1990 роках. Він вивів «Реал» в чемпіони, але незабаром змушений був залишити клуб.
10 червня 2010 року Шустер прийняв турецький «Бешикташ». Завдяки Шустеру до команди прийшли такі відомі світові зірки як Рікарду Куарежма, Гуті, Сімау Саброза, Угу Алмейда, Мануел Фернандеш та інші, проте вже 15 березня 2011 року Шустера було звільнено через незадовільні результати команди.
Протягом 2013–2014 років знову працював в Іспанії, де тренував «Малагу».

## Досягнення

### Як гравця
- Володар Кубка Іспанії (6):

«Барселона»: 1980-81, 1982-83, 1987-88
«Реал Мадрид»: 1988-89
«Атлетіко»: 1990-91, 1991-92
- Володар Кубка іспанської ліги (2):

«Барселона»: 1983, 1986
- Чемпіон Іспанії (3):

«Барселона»: 1984-85
«Реал Мадрид»: 1988-89, 1989-90
- Володар Суперкубка Іспанії (2):

«Реал Мадрид»: 1988, 1989
- Володар Кубка Кубків УЄФА (1):

«Барселона»: 1981-82
- Чемпіон Європи (1):

 ФРН: 1980

### Як тренера
- Чемпіон Іспанії (1):

«Реал Мадрид»: 2007-08
- Володар Суперкубка Іспанії (1):

«Реал Мадрид»: 2008